# Kretensiska kriget (1645–1669)

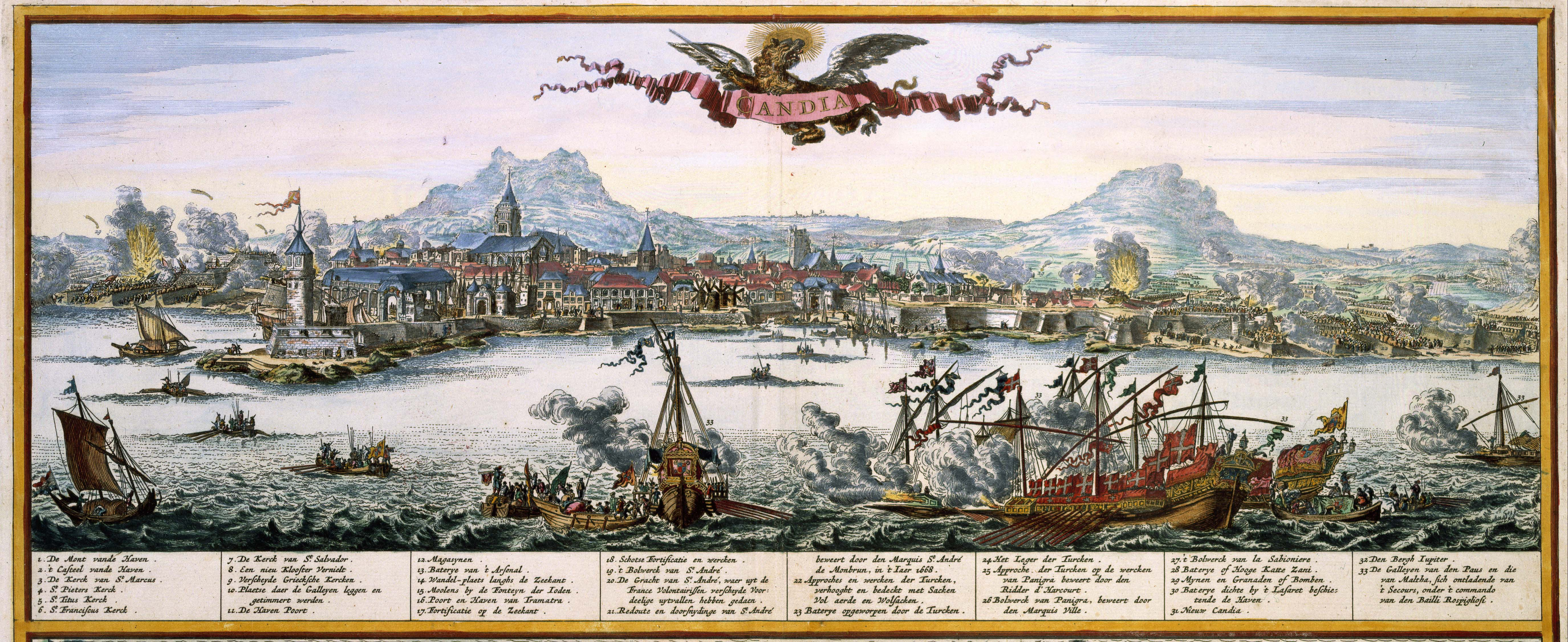
Belägringen av Candia.

Kretensiska kriget (Grekiska: Κρητικός Πόλεμος, latinsk text: Kritikós Pólemos; Turkiska: Girit'in Fethi), även känd som kriget om Candia (Italienska: Guerra di Candia) eller Femte osmansk-venetianska kriget, var ett krig mellan republiken Venedig och Osmanska riket och deras allierade mellan 1645 och 1669. Venedig fick främst stöd av Malteserorden på Malta, Kyrkostaten och Frankrike. Konflikten handlade främst om rätten till Kreta, som då tillhörde Venedig. Stridigheterna ägde rum på havet, Dalmatien och Kreta, där belägringen av Candia ägde rum 1648-1669. Kriget slutade med osmansk seger och resulterade i att Kreta anslöts till Osmanska riket.